# Cal Teixidor (Moià)
Cal Teixidor és una masia situada en el terme municipal de Moià, a la comarca catalana del Moianès. La trobem a ponent de Moià, integrada en el nucli urbà. És a migdia de la carretera de Vic, la N-141c, al costat de migdia del semàfor que hi ha a la sortida oest de la vila. Està situada a 702 metres d'altitud.